# Patriotic Front (Zambia)
Het Patriotic Front (Nederlands: Patriottisch Front) is de grootste politieke partij in Zambia. De partij levert sinds 2011 de president van het land is sinds dat jaar ook de grootste partij van het land.
Het PF werd in 2001 opgericht door Michael Sata nadat hij zich had afgescheiden van de Movement for Multiparty Democracy (MMD) uit onvrede over de plannen van president Frederick Chiluba om de grondwet te wijzigen zodat hij kon opgaan voor een derde termijn. Bij de presidentsverkiezingen van 2001 kreeg Sata slechts 3,4% van de stemmen en bij de gelijktijdig gehouden parlementsverkiezingen haalde het PF bijna 3% van de stemmen, goed voor een zetels in de Nationale Vergadering. 
Sata kreeg bij de verkiezingen van 2006 maar liefst 29% van de stemmen en eindigde op de tweede plaats achter zittend president Levy Mwanawasa (MMD). In het parlement boekte het PF een flinke winst en kwam uit op 43 zetels (+42). Bij tussentijdse presidentsverkiezingen in 2008 - als gevolg van het overlijden van Mwanawasa - kreeg Sata 38% van de stemmen, twee minder dan de kandidaat van de MMD, Rupiah Banda. 
In 2011 werd Sata met 43% van de stemmen gekozen tot president van Zambia en werd het PF met 60 zetels de grootste partij in de Nationale Vergadering. Michael Sata overleed in 2014 midden tijdens zijn ambtstermijn. Na een intermezzo van Guy Scott (PF) als interim-president, nam Edgar Lungu in 2015 het ambt van staatshoofd op zich. Hij maakte de ambtsperiode van Sata vol en werd in 2016 met ruim 50% van de stemmen gekozen tot president. Bij de gelijktijdig gehouden parlementsverkiezingen boekte het PF een winst van 20 zetels ten opzichte van 2011 en kwam daarmee op een zetelaantal van 80 uit.
Het PF is een sociaaldemocratische partij en is adviserend lid van de Socialistische Internationale. 

## Zetelverdeling
| Zetelverdeling Nationale Vergadering | Zetelverdeling Nationale Vergadering | Zetelverdeling Nationale Vergadering | Zetelverdeling Nationale Vergadering |
| jaar                                 | %                                    | zetels                               | totaal                               |
| ------------------------------------ | ------------------------------------ | ------------------------------------ | ------------------------------------ |
| 2001                                 | 3                                    | 1                                    | 159                                  |
| 2006                                 | 23                                   | 43                                   | 159                                  |
| 2011                                 | 38                                   | 60                                   | 159                                  |
| 2016                                 | 42                                   | 80                                   | 167                                  |